# Melicytus crassifolius
Melicytus crassifolius là một loài thực vật có hoa trong họ Hoa tím. Loài này được (Hook. f.) Garn.-Jones mô tả khoa học đầu tiên năm 1987.

## Hình ảnh

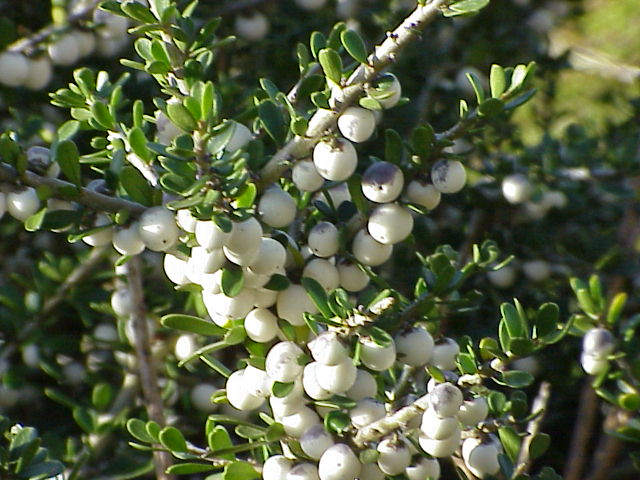
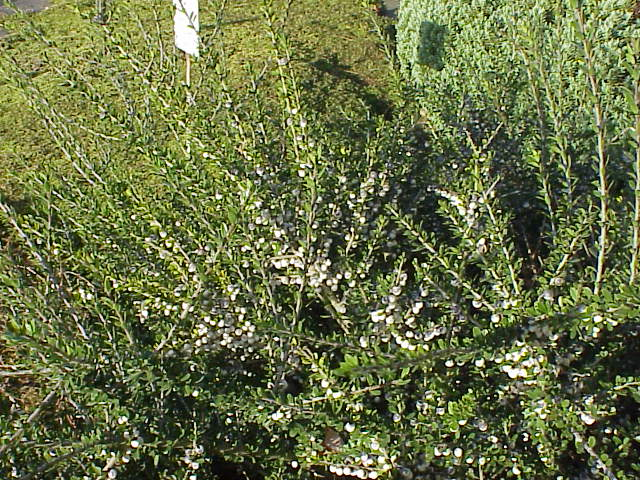
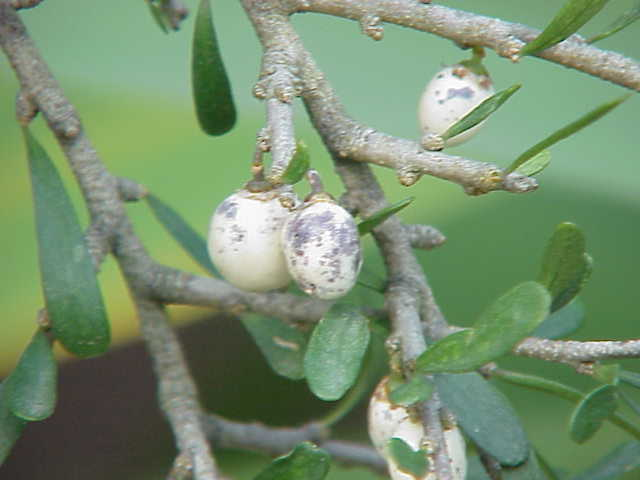
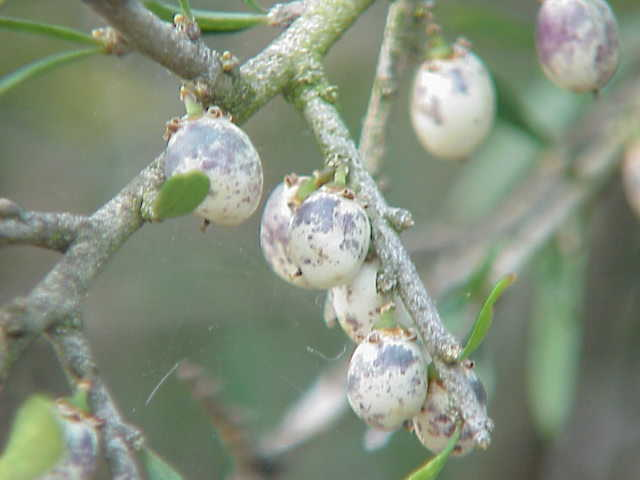